# 星際大戰：舊共和國
《星際大戰：舊共和國》（簡稱TOR或SWTOR）是以星際大戰為背景的一部MMORPG，作為《星際大戰：舊共和國武士》系列的續作，由BioWare製作並由EA於2011年底發行。遊戲由BioWare在奧斯丁市的工作室主導開發，並收到了BioWare艾德蒙頓工作室的幫助。《舊共和國》於2008年10月21日宣佈，並於2011年底在美國與歐洲發行。遊戲僅支援Microsoft Windows平台。據估算，《舊共和國》的開發成本大約在3億美元，是歷史上開發成本最高的電玩遊戲之一。

## 故事情節

### 故事背景
遊戲故事發生在星際大戰虛構世界中，比星戰電影中的情節（尤其是雅汶戰役）早約三千五百年，比《星際大戰：舊共和國武士》的情節晚五百年。在《星際大戰舊共和國武士II：西斯領主》閉幕後，兩部前作的英雄瑞文（Revan）與咪拉·蘇瑞克（Meetra Surik）都前往星系未知地區，並發現了Dromund Kaas星球與西斯皇帝維希埃特（Emperor Vitiate）統治的秘密西斯帝國。儘管瑞文與蘇瑞克設計刺殺維希埃特，以阻止他入侵星系共和國，兩人的共謀者Scourge在最後關頭背叛了兩位絕地英雄，殺死蘇瑞克並囚禁了瑞文。皇帝率西斯帝國一舉入侵共和國，並在科洛桑上重創共和國與絕地勢力。
故事開始時，西斯帝國與由絕地武士支持的共和國剛剛達成和約，並處於一段冷戰時期。絕地在失去了科洛桑（Coruscant）後已經移步到絕地武士創始之地Tython星球，在那裡的古代絕地聖殿中尋求抵抗西斯的方法；而西斯帝國在奪回Korriban後已經重建古老的西斯學院。雙方劍拔弩張，一次危機很快即將爆發。

### 遊戲角色
在遊戲發行前，BioWare公司宣布《舊共和國》將重點放在了玩家所經歷的故事情節上。八個基本職業皆有獨特的劇情與任務，並由完全配音的CG講述遊戲內的故事情節。
絕地武士（Jedi Knight）
武士的故事開始在Tython星球，玩家扮演一位新近成為絕地學徒的年輕武士。隨著和平條約的破滅，玩家必須與西斯帝國的一眾邪惡武士作生死決鬥。
絕地領事（Jedi Consular）
領事的故事開始在Tython星球，玩家扮演一位精於原力的天才絕地。以其師感染神秘疾病為契機，玩家必須面對絕地與共和國背後的黑暗一面。
走私客（Smuggler）
走私客的故事開始在Ord Mantell星球，玩家所扮演的年輕走私客遭人暗算，丟掉了星艦。玩家必須奪回星艦，並與一個神秘女郎尋找藏在整個星系中的財富。
共和國士兵（Trooper）
士兵的故事開始在Ord Mantell星球，玩家扮演的年輕士兵進入了共和國軍隊最精銳的小隊，並必須在隊友的幫助下為擊潰西斯帝國而戰鬥。
西斯戰士（Sith Warrior）
戰士的故事開始在Korriban星球，玩家扮演一位西斯戰士中的精英，必須在其他西斯的黑暗計謀中殺出屬於自己的血紅之路。
西斯審判官（Sith Inquisitor）
審判官的故事開始在Korriban星球，玩家扮演一位被送入西斯學院的奴隸，必須在拼命得到力量的同時試圖在西斯的體制中不斷晉升。
帝國特工（Imperial Agent）
特工的故事開始在Nal Hutta星球，玩家扮演一位西斯帝國的特工，必須以暗中行動的方式找出一連串反帝國陰谋的真凶。
賞金獵人（Bounty Hunter）
獵人的故事開始在Nal Hutta星球，玩家扮演一位年輕的賞金獵人，為了名利和報仇的雙重目的，必須在一場死亡的狩獵遊戲中找出真正的自己。

## 遊戲介紹

### 種族
舊共和國中的玩家可以選擇人類、生化人、Chiss、米拉盧卡人、Mirialan、Rattataki、純種西斯、Twi'lek或扎布拉克人。這其中除了人類與扎布拉克人可以選擇任何職業，其他種族均有職業限制。

### 職業

#### 共和國
共和國的職業包括：
- 絕地武士（Jedi Knight），依靠光劍格鬥的角色，起始於Tython。
  - 絕地衛士（Jedi Guardian）
  - 絕地哨兵（Jedi Sentinel）
- 絕地領事（Jedi Consular），依靠原力戰鬥的角色，起始於Tython。
  - 絕地陰影（Jedi Shadow）
  - 絕地賢者（Jedi Sage）
- 走私客（Smuggler），手持光槍戰鬥的角色，起始於Ord Mantell。
  - 星際神槍手（Gunslinger）
  - 江湖小流氓（Scoundrel）
- 共和國士兵（Trooper），使用步槍或輕機槍戰鬥的角色，起始於Ord Mantell。
  - 共和國突擊兵（Commando）
  - 共和國先鋒兵（Vanguard）

#### 西斯帝國
西斯帝國的職業包括：
- 西斯戰士（Sith Warrior），依靠光劍格鬥的角色，起始於Korriban。
  - 西斯霸王（Sith Juggernaut）
  - 西斯掠奪者（Sith Marauder）
- 西斯審判官（Sith Inquisitor），依靠原力戰鬥的角色，起始於Korriban。
  - 西斯刺客（Sith Assassin）
  - 西斯法師（Sith Sorcerer）
- 帝國特工（Imperial Agent），手持步槍與狙擊槍戰鬥的角色，起始於Nal Hutta。
  - 帝國狙擊手（Sniper）
  - 帝國密探（Operative）
- 賞金獵人（Bounty Hunter），手持光槍，身披重甲的角色，起始於Nal Hutta。
  - 僱傭兵（Mercenary）
  - 機動獵人（Powertech）

### 船艦
Superdreadnoughts and Prototype Ships：
- Dauntless Star
- Sendant Pride
- Star of Coruscant
- Vehement Sword

Cruisers：
- Berooken's executive cruiser
- Hammerhead-class cruiser
- Valor-class cruiser
- Allusis
- Dantooine
- Deliverance
- Enkindle
- Farstar
- Fortitude
- Founder
- Gav Daragon
- Intercessor
- Nova
- Sarapin Wanderer
- Serroco
- Telos
- Valiant
- Carriers
- Conraddas Vindicator
- Corvettes
- Defender-class light corvette
- ML-39 Brute patrol ship
- Thranta-class corvette
- Aurora
- Brentaal Star
- Dorin's Sky
- Jaesa's Ship
- Jomar Chul's ship
- Outrider
- Vanguard's Blade
- Support ships
- BT-7 Thunderclap
- Fortitude-class assault shuttle
- NR-2 light transport
- Rendaran-class assault shuttle
- Republic Transport
- Republic Transport ship
- Republic Transport shuttle
- TZ-2 Transport
- Wanderer-class transport
- Anodyne
- Carida
- Dantooine Nomad
- Daybreaker
- Eckorn Baliss' ship
- Endar Rebirth
- Envoy
- Esseles
- Lucky Lancer
- Onasi
- Starbreeze
- Toron Voq
- Unidentified Jedi starship
- Vanguard
- Starfighters, Scouts, Gunships and Bombers
- GalacticStarfighter01.jpg
- A Republic starfighter.
- Aurek-class tactical strikefighter
- Flashfire
- FT-5A Honor Guard
- FT-6 Pike
- FT-7B Clarion
- FT-8 Star Guard
- G-X1 Firehauler
- IL-5 Ocula
- K-52 Strongarm
- Liberator-class starfighter
- NovaDive
- PT-7 starfighter
- Rampart Mk. IV
- SGS-41B Comet Breaker
- SGS-45 Quarrel
- SGS-S1 Condor
- Sledgehammer
- Spearpoint
- Triumph-class fighter
- TZ-24 Enforcer
- VX-9 Redeemer
- Warcarrier
- XA-8 starfighter
- Gilded Meteor

### 戰友
《舊共和國》中，每個職業都有數名NPC戰友幫助玩家探險。每名玩家同一時間只能攜帶一名戰友，但其他戰友可以學習一些技能以幫助玩家。戰友能夠訓練的技能包括製作技能（製作裝備與補給品）、採集技能（在各星球上採集原材料與金錢）與任務技能（執行任務並獲得獎勵與黑暗/光明屬性分）。每名戰友與玩家均有親密度，可以由對話選擇或贈送從任務獎勵中獲得或購買的禮品來提昇。部分親密度高的異性戰友可以與玩家展開戀情，但是與戰友相戀的絕地玩家會獲得少數黑暗屬性分（因為絕地信條禁止戀愛）。遊戲發售內容中沒有同性戀情，但BioWare已確定會在後續資料中加入與同性戰友的戀愛內容。

### 收費
與同期的許多大製作MMORPG（如APB）不同，《舊共和國》沒有使用免費訪問制，而是採取了傳統的按月收費制。遊戲附送一月時間，但必須提供付款方式或購買月卡方可使用。玩家可以按月、每三月或每半年支付一次，後者每月的價格略為優惠
在11月15日正式啟動「免費玩(Free-To-Play，F2P)」選項 。

## 外部連結
- 遊戲官方頁面 （页面存档备份，存于）
- BioWare官方頁面（页面存档备份，存于）
- Wookieepedia上的介紹 （页面存档备份，存于）
- 舊共和國Wikia站點